# Ashmeadiella difugita
Ashmeadiella difugita är en biart som beskrevs av Michener 1939. Ashmeadiella difugita ingår i släktet Ashmeadiella och familjen buksamlarbin. Inga underarter finns listade i Catalogue of Life.